# ياسنوغورسك
ياسنوغورسك (بالروسية: Ясногорск) هي إحدى مدن روسيا في الكيان الفدرالي الروسي تولا أوبلاست.

## أعلام
- سيرغي بوريسوف